# Bernhard V van Lippe (heer)
Bernhard V († 1364) was heer van Lippe van 1344 tot zijn dood. Hij was een zoon van Simon I van Lippe en Adelheid van Waldeck.
Na de dood van zijn vader erfde hij het gebied rond Rheda en Lipperode (aan gene zijde van het woud), terwijl zijn oudere broer Otto het gebied rond Lemgo (aan deze zijde van het woud) verkreeg.
In 1344 huwde hij met Richardis van der Mark, een dochter van graaf Engelbert II van der Mark. Uit dit huwelijk werden vier kinderen geboren:
- Simon (overleden tussen 1357 en 1363)
- Adelheid (overleden circa 1392); getrouwd (1362) graaf Otto VI van Tecklenburg (overleden 1388)
- Machteld (overleden circa 1365); getrouwd (ca 1363) graaf Hendrik II van Holstein-Rendsburg (overleden circa 1389)
- Hedwig (overleden na 22 augustus 1366)

Na de dood van Bernhard V ontstond er een strijd tussen zijn neef Simon III van Lippe en zijn schoonzoon Otto VI van Tecklenburg over zijn opvolging. Uiteindelijk verkreeg het graafschap Tecklenburg Rheda, terwijl Lipperode gezamenlijk door Simon III en zijn opvologers en de graaf van Mark bestuurd zou worden.